# David Tilson
Pour les articles homonymes, voir Tilson.
David Tilson, né le 19 mars 1941 à Toronto en Ontario (Canada), est un homme politique canadien.

## Biographie
Il est actuellement député à la Chambre des communes, représentant la circonscription ontarienne de Dufferin—Caledon sous la bannière du Parti conservateur du Canada.
Il a été député à l'Assemblée législative de l'Ontario sous la bannière du Parti progressiste-conservateur de 1990 à 2002 ; il a démissionné pour permettre au premier ministre Ernie Eves (qui avait été élu chef du parti sans détenir de siège à la législature) de se présenter dans une élection partielle. Il a fait le saut en politique fédérale en 2004, battant le député libéral sortant Murray Calder avec 43 % contre 39 %. (Plusieurs anciens « Harris Tories » ont été candidats pour les conservateurs en 2004 ; Tilson a été le seul à se faire élire).